# John Farey

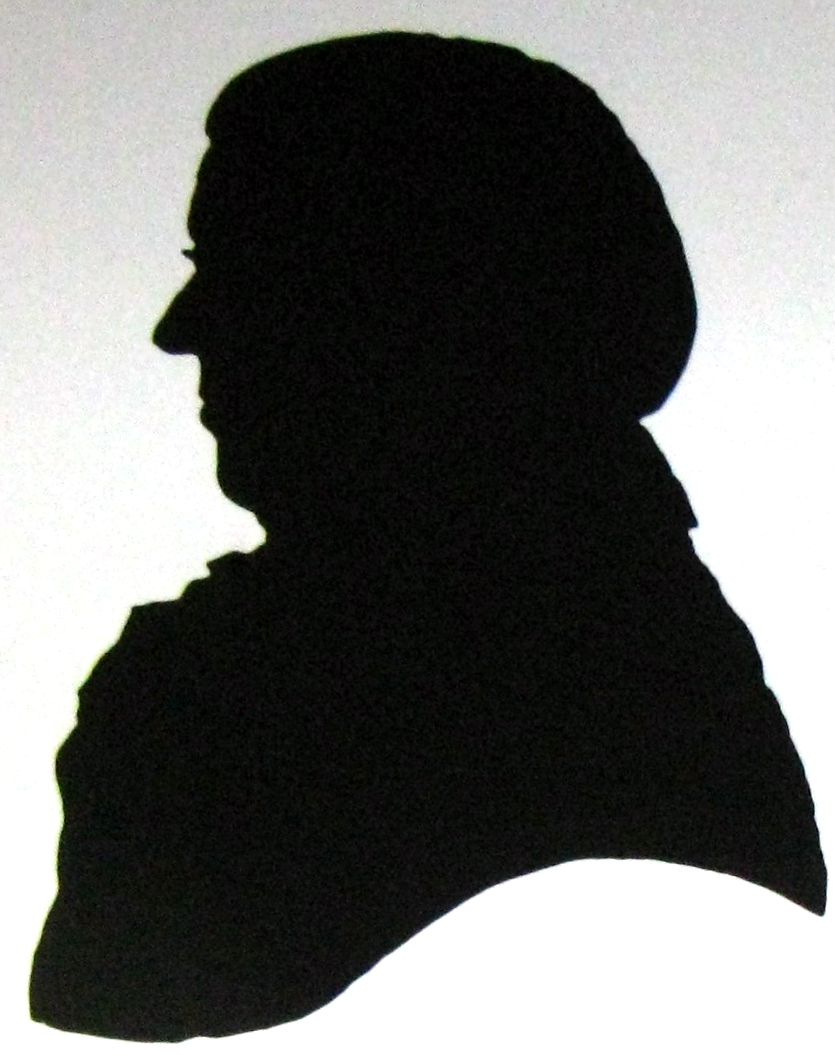
John Farey en el Derby Museum. La silueta es obra de su amigo White Watson.

John Farey, Sr. (1766 – 6 de enero de 1826) fue un geólogo y escritor inglés. No obstante, es más conocido por su principio matemático, la sucesión de Farey, la cual lleva su nombre.

## Biografía
Nació en Woburn, Bedfordshire, y estudió en Halifax, Yorkshire. Demostró tal aptitud para las matemáticas, el dibujo y la topografía, que no dejó indiferente a John Smeaton (1724-1792). Tras acabar su educación, se trasladó a Londres, donde tenía familia, y trabajó allí por algunos años, durante los cuales contrajo matrimonio con Sophia Hubert, (1770-1830). Mientras se encontraban en Londres nació su primer hijo, John Farey, Jr.. Después tuvieron ocho más, dos de los cuales murieron en su infancia.

## Woburn y Londres
En 1792 fue designado agente de Francis, quinto duque de Bedford para sus fincas de Woburn. Tras la muerte del duque, Farey en 1802 se desplaza a Londres, y, después de pensar si en emigrar o tomar una granja en el país, se estableció allí como inspector de consultoría y geólogo. El hecho de que haya podido dar este paso se debe, en gran medida, a su relación con William Smith, quien en 1801 había sido contratado por el duque de Bedford en trabajos de drenaje y de riego. El duque, valorando el conocimiento de los estratos de Smith, le encomendó en 1802 la exploración del margen de los cerros al sur de Woburn para así determinar la sucesión verdadera del estrato. Asimismo, le pidió a Farey que lo acompañara. Farey dejó constancia de que Smith era su maestro e instructor en Topografía Mineral, y sus publicaciones siguientes demuestran lo bien que supo aprovechar las lecciones que le fueron impartidas.
En 1805 sucedió a Arthur Young como secretario del Smithfield Club. Su trabajo topográfico le hizo recorrer todo el país, por lo que tenía mucha demanda por parte de terratenientes que querían mejorar sus fincas o explotar los minerales que tenían. Su trabajo sobre geología económica fue, pues, de gran importancia para el florecimiento de la revolución industrial al localizar nuevas fuentes de carbón y de minerales metálicos.

## Escritor
Farey fue un prolífico escritor, y el profesor Hugh Torrens (véase las referencias abajo) le ha atribuido 270 publicaciones, cuadruplicando la cifra dada por el Catalogue of Scientific Papers de la Royal Society. Escribió sobre diversos temas, desde horticultura, geología, meteorología, metrología, decimalización de la moneda, música y matemáticas hasta el pacifismo.
Fue un destacado contribuyente de la Rees's Cyclopædia con artículos sobre canales, mineralogía, topografía y un par de fundamentos científicos y matemáticos del sonido. Varias fuentes biográficas del siglo XIX, incluyendo el Dictionary of National Biography, constataron equivocadamente que escribió el artículo de Rees sobre el vapor. De hecho, fue escrito por su hijo John Farey, Jr. En 1809 Farey conoció a William Martin, autor de publicaciones sobre los fósiles de Derbyshire, con el fin de investigar si ambos podían crear de forma conjunta un mapa geológico de Derbyshire. Martin estaba, sin embargo, bastante enfermo para mantener un segundo encuentro y falleció al año siguiente.
La obra más conocida de Farey es General View of the Agriculture and Minerals of Derbyshire (3 volúmenes 1811-17) para el Consejo de Agricultura. En el primero de estos volúmenes (1811) dio cuenta de la parte más elevada de una serie británica de estratos, y una exposición magistral de carboníferos y de otros estratos de Derbyshire. En esta obra clásica, y en un artículo publicado en la Philosophical Magazine, vol. 51, 1818, p. 173, sobre las «afirmaciones geológicas declaradas del Sr. Smith», llamó la atención de una forma fervorosa sobre la importancia de los hallazgos de William Smith.

## La sucesión de Farey
Además de ser recordado por los historiadores de la geología, su nombre es conocido más ampliamente por la sucesión de Farey, la cual elaboró como resultado de su interés en las matemáticas del sonido (Philosophical Magazine, vol. 47, 1816, págs. 385-6).
Farey falleció en Londres. Posteriormente, su viuda ofreció su colección geológica al Museo Británico, que la rechazó, y esta se dispersó.